# Eublemma olivacea
Eublemma olivacea is een vlinder van de familie van de spinneruilen (Erebidae). De wetenschappelijke naam van deze soort is voor het eerst voorgesteld als Acontia olivacea door Francis Walker in een publicatie uit 1858.
De soort komt voor in Zuid-India en Sri-Lanka.